# 倫德爾沙姆男爵

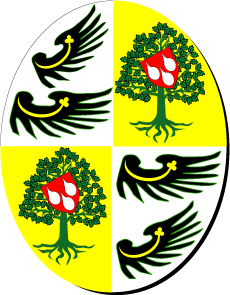
倫德爾沙姆男爵紋章

倫德爾沙姆的倫德爾沙姆男爵（英語：Baron Rendlesham），是一個愛爾蘭貴族爵位。爵位於1806年冊封，授予商人、國會議員彼得·特勒森。

## 倫德爾沙姆男爵（1806年）
- 第一代倫德爾沙姆男爵彼得·特勒森（英语：Peter Thellusson, 1st Baron Rendlesham）（1761年－1808年）
- 第二代倫德爾沙姆男爵約翰·特勒森（英語：John Thellusson, 2nd Baron Rendlesham）（1785年－1832年）
- 第三代倫德爾沙姆男爵威廉·特勒森（英語：William Thellusson, 3rd Baron Rendlesham）（1798年－1839年）
- 第四代倫德爾沙姆男爵弗雷德里克·特勒森（英语：Frederick Thellusson, 4th Baron Rendlesham）（1798年－1852年）
- 第五代倫德爾沙姆男爵弗雷德里克·威廉·布魯克·特勒森（英语：Frederick Thellusson, 5th Baron Rendlesham）（1840年－1911年）
- 第六代倫德爾沙姆男爵弗雷德里克·阿奇博爾德·查理斯·特勒森（英語：Frederick Archibald Charles Thellusson, 6th Baron Rendlesham）（1868年－1938年）
- 第七代倫德爾沙姆男爵佩爾西·愛德華·特勒森（英語：Percy Edward Thellusson, 7th Baron Rendlesham）（1874年－1943年）
- 第八代倫德爾沙姆男爵查理斯·安東尼·休·特勒森（英語：Charles Anthony Hugh Thellusson, 8th Baron Rendlesham）（1915年－1999年）
- 第九代倫德爾沙姆男爵查理斯·威廉·布魯克·特勒森（英語：Charles William Brooke Thellusson, 9th Baron Rendlesham）（生於1954年）

爵位繼承人為第九代男爵堂表弟，詹姆斯·休·特勒森（英語：James Hugh Thelluson）（生於1961年）。

## 註腳
1. ↑  . 倫敦憲報. 11 February 1806.